# 五氟一氯乙烷
一氯五氟乙烷（化学式：C2ClF5），别名R-115、氟利昂-115，是一种氯氟烃制冷剂。由于它会对臭氧层造成危害，根据蒙特利尔议定书，它于1996年1月1日起被禁止使用。在中国，它于2010年1月1日被禁止生产和使用。